# Orla Dalby

Orla Dalby (født 14. oktober 1931 – ?) var en dansk bokser i flue- og bantamvægt. 
Orla Dalby vandt som amatør for AIK Kolding det jyske mesterskab i fluevægt 1952-54 og i bantamvægt 1956-1958. Han vandt tillige det danske mesterskab i fluevægt 1953-1954 og i 1956. I 1957 og 58 vandt han det danske mesterskab i bantamvægt.
Orla Dalby debuterede som professionel den 4. januar 1959 i Aalborg mod debutanten Pierre Tregaro og vandt på point efter 6 omgange. Boksede sin sidste kamp den 26. december 1959 mod svenskeren Werner Vasén i Göteborg, hvor Dalby tabte på point efter 6 omgange. Orla Dalby opnåede 6 kampe som professionel, hvoraf 4 blev vundet, én tabt, og én uafgjort. Alle kampe gik tiden ud.